# Comuna Semenivka, Melitopol
Semenivka (în ucraineană Семенівка) este o comună în raionul Melitopol, regiunea Zaporijjea, Ucraina, formată din satele Obilne, Rivne, Semenivka (reședința) și Tambovka.

## Demografie
Componența lingvistică a comunei Semenivka
     Rusă (79,42%)
     Ucraineană (19,67%)
     Alte limbi (0,41%)
Conform recensământului din 2001, majoritatea populației comunei Semenivka era vorbitoare de rusă (79,42%), existând în minoritate și vorbitori de ucraineană (19,67%).